# Кукувицови
Кукувицови (Cuculidae) са семейство същински птици, единствено в разред Кукувицоподобни (Cuculiformes). В семейството Cuculidae има 140 вида, от които над 50 практикуват известната тактика да снася яйцата си в чужди гнезда.

## Общи сведения
Средни по размери птици. Характерен представител е Обикновената кукувица с добре познатия на всички възглас „куку-куку“.

## Разпространение
Широко разпространени в умерените и тропични области. В България се срещат два вида: Обикновена кукувица и Качулата кукувица.

## Начин на живот и хранене
Живеят много потайно и често пъти дори и да ги чуем не можем да ги видим. Предимно насекомоядни видове. Живеят по горите и места с буйна растителност.

## Размножаване
Характерен за разреда е гнездовия паразитизъм, като често отделни подвидове и раси специализират в паразитизъм върху строго определени видове. Гостоприемник са най-често дребните пойни птици. Малкото кукувиче се излюпва малко по-рано и е малко по-едро от приемните си събратя, които убива още в първите дни на живота си. Кукувицата не мъти пиленцата си. Снася ги в чужди гнезда. Най-вече гнездото на врабченцето. Малкото кукувиче е по-голямо от ново излюпените врабченца, то веднага ги убива, но то е първият предвестник на пролетта. Кукувицата е полезна птица, защото убива вредни за растенията насекоми. Тя е характерна със своето ку-ку.

## Допълнителни сведения
- Качулатата кукувица е защитен на територията на България вид.
- Съществува предание, според което напролет когато кукувицата започва да кука бъде чута от хората те трябва да отброят куканията ѝ. Броят на преброените кукания показвал, колко години ще живее човекът който брои.
- Според друго предание този, който носи пари в джоба си напролет и чуе да кука кукувица за първи път през годината ще благоденства през настоящата година.

## Съвременни родове
Семейство Cuculidae – Кукувицови
- incertae sedis
  - Nannococcyx (1 вид)
- Подсемейство Cuculinae
  - Clamator – Качулати кукувици (4 вида)
  - Pachycoccyx (1 вид) – Дебелоклюни кукувици
  - Cuculus – Кукувици (11 вида)
  - Hierococcyx (8 вида)
  - Cercococcyx (3 вида)
  - Cacomantis (10 вида)
  - Chrysococcyx (13 вида)
  - Surniculus (4 вида)
  - Microdynamis (1 вид)
  - Eudynamys (3 вида)[2]
  - Urodynamis (1 вид)
  - Scythrops (1 вид)
- Подсемейство Phaenicophaeinae
  - Ceuthmochares (2 вида)
  - Rhinortha (1 вид)
  - Phaenicophaeus (11 вида)
  - Carpococcyx (3 вида)
  - Coua (10 вида)
- Подсемейство Coccyzinae[3]
  - Coccyzus (13 вида)
  - Coccycua (3 вида)
  - Piaya (2 вида)
- Подсемейство Neomorphinae – Бягащи кукувици
  - Tapera (1 вид)
  - Dromococcyx (2 вида)
  - Morococcyx (1 вид)
  - Geococcyx – Земни кукувици (2 вида)
  - Neomorphus (5 вида)
- Подсемейство Centropodinae
  - Centropus (30 вида)
- Подсемейство Crotophaginae – Кукувици личинкояди
  - Crotophaga (3 вида)
  - Guira – Гуира (1 вид)